# 나스닥 탈린
나스닥 탈린(Nasdaq Tallinn AS)는 예전에는 탈린 증권거래소(에스토니아어: Tallinna Väärtpaberibörs)로 불려진 에스토니아의 증권거래소이다.
현재는 나스닥 노르딕의 산하 증권거래소로 편입되어있다.

## 같이 보기
- 나스닥 코펜하겐
- 나스닥 스톡홀름
- 나스닥 헬싱키
- 나스닥 빌뉴스
- 나스닥 리가
- 나스닥 아이슬란드